# E3 BinckBank Classic 2019
La E3 BinckBank Classic 2019, sessantaduesima edizione della corsa, valida come undicesima prova dell'UCI World Tour 2019 categoria 1.UWT, si svolse il 29 marzo 2019 su un percorso di 203,9 km, con partenza ed arrivo a Harelbeke, in Belgio. La vittoria fu appannaggio del ceco Zdeněk Štybar, che completò il percorso in 4h46'05" alla media di 42,78 km/h, precedendo i belgi Wout Van Aert e Greg Van Avermaet.
Al traguardo di Harelbeke furono 99 i ciclisti, dei 175 alla partenza, che portarono a termine la competizione.

## Squadre e corridori partecipanti
| N.      | Cod. | Squadra               |
| ------- | ---- | --------------------- |
| 1-7     | TDE  | Direct Énergie        |
| 11-17   | DQT  | Deceuninck-Quick-Step |
| 21-27   | LTS  | Lotto Soudal          |
| 31-37   | CPT  | CCC Team              |
| 41-47   | ALM  | AG2R La Mondiale      |
| 51-57   | BOH  | Bora-Hansgrohe        |
| 61-67   | TJV  | Team Jumbo-Visma      |
| 71-77   | MOV  | Movistar Team         |
| 81-87   | MTS  | Mitchelton-Scott      |
| 91-97   | AST  | Astana Pro Team       |
| 101-107 | TBM  | Bahrain-Merida        |
| 111-117 | EF1  | EF Education First    |
| 121-127 | GFC  | Groupama-FDJ          |

| N.      | Cod. | Squadra                    |
| ------- | ---- | -------------------------- |
| 131-137 | TDD  | Team Dimension Data        |
| 141-147 | TKA  | Team Katusha Alpecin       |
| 151-157 | SKY  | Team Sky                   |
| 161-167 | SUN  | Team Sunweb                |
| 171-177 | TFS  | Trek-Segafredo             |
| 181-187 | UAD  | UAE Team Emirates          |
| 191-197 | SVB  | Sport Vlaanderen-Baloise   |
| 201-207 | WVA  | Wallonie Bruxelles         |
| 211-217 | WGG  | Wanty-Gobert Cycling Team  |
| 221-227 | COF  | Cofidis, Solutions Crédits |
| 231-237 | ICA  | Israel Cycling Academy     |
| 241-247 | ROC  | Roompot-Charles            |

## Ordine d'arrivo (Top 10)
| Pos. | Corridore         | Squadra     | Tempo    |
| ---- | ----------------- | ----------- | -------- |
| 1    | Zdeněk Štybar     | Deceuninck  | 4h46'05" |
| 2    | Wout Van Aert     | Jumbo       | s.t.     |
| 3    | Greg Van Avermaet | CCC         | s.t.     |
| 4    | Alberto Bettiol   | Educ. First | s.t.     |
| 5    | Bob Jungels       | Deceuninck  | a 3"     |
| 6    | Nils Politt       | Katusha     | a 1'04"  |
| 7    | Matteo Trentin    | Mitchelton  | s.t.     |
| 8    | Oliver Naesen     | AG2R        | s.t.     |
| 9    | Jasha Sütterlin   | Movistar    | s.t.     |
| 10   | Marc Hirschi      | Sunweb      | s.t.     |